# San Diego (Kolumbia)
San Diego – miasto w Kolumbii, w departamencie Cesar.